# Aryan Khan
Aryan Khan (hindi: आर्यन ख़ान, ur. 12 listopada 1997 w Indiach) - dziecięcy aktor i reżyser bollywoodzki.

## Życiorys
Syn bollywoodzkiego aktora Shahrukh Khana i jego żony Gauri Khan, brat Suhany i AbRama Khan. Ojciec Aryana jest muzułmaninem, zaś matka wyznaje hinduizm. Aryan praktykuje obie religie. W 2001 pojawił się gościnnie w filmie Czasem słońce, czasem deszcz we wspomnieniach głównego bohatera Rahula (granego przez Shahrukha) na początku filmu.

## Filmografia
- 2001: Czasem słońce, czasem deszcz (Kabhi Khushi Kabhie Gham) jako Rahul w dzieciństwie
- 2004: Iniemamocni jako Dash (głos)